# Ficinia radiata
Ficinia radiata är en halvgräsart som först beskrevs av Carl von Linné d.y., och fick sitt nu gällande namn av Carl Sigismund Kunth. Ficinia radiata ingår i släktet Ficinia och familjen halvgräs. Inga underarter finns listade i Catalogue of Life.